# تقييم وظائف الكليتين
تُقيّم وظائف الكليتين بطرق مختلفة بحسب الأعراض والعلامات الموجودة، ونتائج اختبارات البول، والدم، والتصوير الطبي.
تشمل وظائف الكليتين السليمتين الحفاظ على توازن السوائل لدى الشخص، والحفاظ على التوازن الحمضي القاعدي، تنظيم الإلكتروليتات (أو الكهارل) بما في ذلك الصوديوم والبوتاسيوم والإلكتروليتات الأخرى، وتطهير السموم، وتنظيم ضغط الدم، وتنظيم الهرمونات، مثل الإرثروبويتين، وتفعيل فيتامين د.

## مقدمة
تشمل وظائف الكليتين الحفاظ على التوازن الحمضي القاعدي، وتنظيم توازن السوائل، وتنظيم الصوديوم والبوتاسيوم والكهارل الأخرى، والتخلص من السموم، وامتصاص الغلوكوز والأحماض الأمينية والجزيئات الصغيرة الأخرى، وتنظيم ضغط الدم، وإنتاج هرمونات مختلفة، مثل الإرثروبويتين، وتفعيل فيتامين د.
تُدرس فيزيولوجيا الكليتين بشكل أساسي على مستوى الوحدة الأنبوبية الكلوية (الكليون أو النفرون)، أصغر وحدة وظيفية في الكليتين. يبدأ كل كليون بمرشّح يصفي الدم الداخل إلى الكلية. يتدفق الدم المُرتشح بعد ذلك على طول الكليون، الذي يكون على شكل أنبوب مبطّن بطبقة واحدة من الخلايا المتخصصة ومحاطة بشعيرات دموية. الوظائف الرئيسية لهذه الخلايا المبطنة هي إعادة امتصاص الماء والجزيئات الصغيرة من الدم المرتشح إلى الشعيرات الدموية، وإفراز الفضلات من الدم إلى البول.
يجب أن يصل الدم بكمية مناسبة إلى الكليتين من أجل أداء وظيفتهما بالشكل الصحيح. يحدث ذلك على المستوى المجهري بواسطة مئات الآلاف من وحدات الترشيح التي تسمى الجسيمات الكلوية، ويتكون كل منها من الكبيبة ومحفظة بومان. تُقيّم الوظيفة الكلوية عالميًا عن طريق تقدير معدل الترشيح، والذي يسمى معدل الترشيح الكبيبي (GFR).

## التقييم السريري
يمكن تقييم وظائف الكليتين عن طريق التقييم السريري، إذ يوجد بعض الأعراض التي تظهر على المريض الذي يعاني من وظائف غير طبيعية في الكليتين، فالمريض المصاب بمرض كلوي مزمن سيتطور لديه وذمة معممة بسبب فشل الكليتين في تنظيم توازن السوائل. يمكن تقييم شدة الداء الكلوي المزمن بحسب الأعراض التي تتطور عند المريض، مثل ارتفاع ضغط الدم أو هشاشة العظام أو فقر الدم. إذا كانت الكليتين غير قادرتين على إفراز اليوريا، قد يصاب الشخص بحكة أو تشوش ذهني.

## فحوص البول
تعتبر فحوص البول جزء مهم من تقييم وظائف الكليتين. قد تؤدي اضطرابات وظيفة الكليتين إلى إنتاج كمية كبيرة جدًا أو قليلة جدًا من البول. أحد أهم الاختبارات قياس قدرة الكليتين على تصفية البروتين، مثل مستويات الألبومين في البول أو بروتين البول، التي تؤخذ إما في عينة بول عشوائية أو في عينة بول تُجمع على مدار 24 ساعة.

## تحاليل الدم
تُستخدم اختبارات الدم أيضًا لتقييم وظائف الكليتين. ويشمل ذلك بعض الاختبارات التي تهدف إلى قياس وظيفة الكليتين مباشرة، والبعض الآخر الذي يقيم وظيفة الكليتين من خلال البحث عن دليل على وجود مشاكل مرتبطة بوظيفة غير طبيعية. أحد مقاييس وظائف الكليتين هو معدل الترشيح الكبيبي (GFR). تشمل الاختبارات الأخرى التي يمكنها تقييم وظيفة الكليتين تقييم مستويات الشوارد مثل البوتاسيوم والفوسفات، وتقييم الحالة الحمضية القاعدية عن طريق قياس مستويات البيكربونات الوريدية، وتعداد الدم الكامل من أجل تقييم فقر الدم.

### معدل الترشيح الكبيبي
يصف معدل الترشيح الكبيبي حجم السائل المرتشح من الشعيرات الدموية في الكبيبيات الكلوية إلى محفظة بومان لكل وحدة زمنية. تصفية الكرياتينين هي حجم بلازما الدم المُصفّاة من الكرياتينين لكل وحدة زمنية وهي مقياس مفيد لتقدير معدل الترشيح الكبيب (GFR).  تتجاوز تصفية الكرياتينين معدل الترشيح الكبيبي بسبب إفراز الكرياتينين، والذي يمكن حجبه بواسطة السيميتيدين. يمكن حساب كل من معدل الترشيح الكبيبي ومعدل تصفية الكرياتينين بدقة من خلال القياسات المقارنة للمواد في الدم والبول، أو إجراء فحوصات دموية فقط وتقدير الوظيفة الكلوية عبر مقارنة النتائج مع القيم المرجعية. يعتمد تصنيف مراحل المرض الكلوي المزمن على معدل الترشيح الكبيبي، أو بيلة الألبومين، أو سبب المرض.
من الضروري وجود فرق في الضغط بين الشريان الوارد والشريان الصادر عن الكليون من أجل الحصول على معدل ترشيح كبيبي مناسب لأداء الوظيفة الكلوية (انظر الرسم البياني). بمعنى آخر، يعتمد معدل الترشيح على الفرق بين ضغط الدم الأقل الناتج عن الأوعية الصادرة ذات اللمعة الأوسع مقابل ضغط الدم الأعلى الناتج عن الأوعية الواردة ذات اللمعة الأضيق.
يتساوى معدل الترشيح الكبيبي مع التصفية الكلوية عندما ترتشح أي مادة مذابة بحرية ولا يُعاد امتصاصها أو إفرازها بواسطة الكليتين، بالتالي يُقاس المعدل بحسب كمية المادة المرتشحة في البول بالنسبة إلى الدم. بربط هذا المبدأ بالمعادلة أدناه بالنسبة للمادة المدروسة، فإن ناتج تركيز البول وتدفق البول يساوي كتلة المادة التي تفرز خلال الوقت الذي جُمع فيه البول. هذه الكتلة تساوي الكتلة المرتشحة عبر الكبيبة، فالكليون لا يضيف أو ينقص من المواد التي ترتشح عبره. قسمة هذه الكتلة على تركيزها في البلازما سيعطي حجم البلازما الذي يجب أن تكون الكتلة قد أتت منه في الأصل، وبالتالي حجم سائل البلازما الذي دخل محفظة بومان خلال الفترة الزمنية المذكورة أعلاه. يُسجل معدل الترشيح الكبيبي عادةً بوحدات الحجم في كل مرة، مثل: مليلتر في الدقيقة (مل / دقيقة). قارن بمعادلة الترشيح.
يوجد العديد من التقنيات المختلفة المستخدمة لحساب أو تقدير معدل الترشيح الكبيبي، وتنطبق الصيغة المذكورة أعلاه فقط على حساب معدل الترشيح الكبيبي عندما تكون مساوية لمعدل تصفية الكرياتينين.
المجال المرجعي لمعدل الترشيح الكبيبي، والمعدل بحسب مساحة سطح الجسم، هو 100-130 بمتوسط 125 (مل / دقيقة) / (1.73 متر مربع) للرجال و90-120 (مل / دقيقة) / (1.73 متر مربع) عند النساء الأصغر من 40 سنة. يُحدد مجال الترشيح الكبيبي المقيس المرجعي بتصفية الإينولين 110 (مل / دقيقة) / (1.73 متر مربع) حتى عمر سنتين عند كلا الجنسين، ثم يتناقص تدريجياً. بعد سن الأربعين، ينخفض معدل الترشيح الكبيبي تدريجيًا مع تقدم العمر، بمقدار 0.4-1.2 مل / دقيقة سنويًا.
يوصى الآن باتخاذ معدل الترشيح الكبيبي التقديري (eGFR) من قبل إرشادات الممارسة السريرية والوكالات التنظيمية من أجل التقييم الروتيني لمعدل الترشيح الكبيبي، بينما يوصى بقياس الترشيح الكبيبي كاختبار تأكيدي عند الحاجة إلى تقييم أكثر دقة.

## التصوير الطبي
تُقيّم وظيفة الكليتين أيضًا من خلال إجراءات التصوير الطبي. قد تقيّم بعض أشكال التصوير، مثل الموجات فوق الصوتية للكليتين أو الأشعة المقطعية، وظائف الكليتين عبر إعطاء أدلة على وجود مرض مزمن مثل كلية صغيرة أو منكمشة. اختبارات الطب النووي أحد أمثلة الاختبارات الأخرى، فهي تقيم مباشرة وظيفة الكليتين عن طريق قياس التروية وإفراز المواد المشعة عبرهما.